# Bobby Doerr
Robert „Bobby“ Pershing Doerr (* 7. April 1918 in Los Angeles, Kalifornien; † 13. November 2017 in Junction City, Oregon) war ein US-amerikanischer Baseballspieler in der Major League Baseball (MLB). Seine gesamte Profikarriere hinweg spielte er für die Boston Red Sox (1937 bis 1944 und 1946 bis 1951).

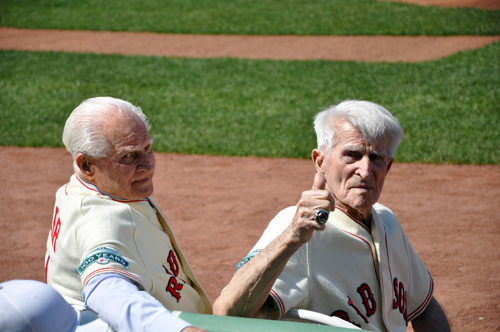
Bobby Doerr (links) neben Johnny Pesky im Fenway Park anlässlich des 100-Jahre-Fenway-Park-Jubiläumsspiels (2012)

## Leben und Karriere

### Frühe Karriere
Bobby Doerr wurde am 7. April 1918 als Sohn von Harold Doerr, einem Supervisor bei einer Telefongesellschaft, und dessen Ehefrau Frances (geborene Herrnberger) in Los Angeles im US-Bundesstaat Kalifornien geboren. Seinen zweiten Vornamen erhielt er zu Ehren des Offiziers John J. Pershing, dem der eigens für ihn geschaffene Rang des General of the Armies, die höchste Auszeichnung der US-Streitkräfte, verliehen wurde. Im Jahre 1936 beendete er seine Schulbildung an der John C. Fremont High School in South Los Angeles und hatte zu diesem Zeitpunkt bereits von 1934 bis 1935 auf semiprofessioneller Ebene bei den Hollywood Stars in der Pacific Coast League (PCL) gespielt. Danach schloss er sich für das Spieljahr 1936 den eben erst gegründeten San Diego Padres in der PCL an. In diesem Jahr war er auch von Eddie Collins, dem damaligen General Manager der Boston Red Sox auf derselben Spielersuche wie Ted Williams entdeckt worden. Anzumerken ist hierbei, dass die San Diego Padres, die zu diesem Zeitpunkt als Triple-A-Team der Minor League galten, in diesem Jahr als Farmteam der Red Sox fungierten. Doerr und Williams verband danach eine jahrelange enge Freundschaft.
Sein Debüt in der American League, die neben der National League eine der beiden Ligen in der US-amerikanischen Profibaseballliga Major League Baseball (MLB) ist, gab er für besagtes Team am 20. April 1937 gegen die Philadelphia Athletics. In diesem Spieljahr brachte es der damals 19-Jährige auf insgesamt 55 Ligaeinsätze und wurde erst mit dem darauffolgenden Spieljahr 1938 zum Stammspieler, wobei der Second Baseman in diesem Jahr die Sacrifice-hit-Statistik mit 22 Hits anführte. Auch in den Jahren danach überzeugte er durch seine konstanten Leistungen und hatte ab 1938 so gut wie nie einen Schlagdurchschnitt von weniger als 27 % (bis auf 1947, als er es auf 25,8 % brachte). Ab 1939 begann für ihn eine Serie von zwölf Spielzeiten, in denen er nie weniger als zehn Home Runs (HR) und nie weniger als 73 Runs Batted In (RBI) erreichte. Des Weiteren übertraf er in dieser Spielzeit erstmals die 30-%-Marke beim Schlagdurchschnitt, was ihm in seiner weiteren Karriere nur in zwei weiteren Spieljahren gelang. Im Jahre 1940 waren die Red Sox das zwölfte Team in der Geschichte der Major League, die vier Spieler in ihren Reihen hatte, die es in einer einzigen Saison auf jeweils über 100 RBIs brachten. Neben Doerr waren dies Routinier Jimmie Foxx, Kumpel Ted Williams und der ebenfalls routinierte Shortstop Joe Cronin; allesamt kamen hierbei auf jeweils 105 RBIs. Doerrs Hit-Statistik war in diesem Jahr ohnehin bemerkenswert; neben 173 Hits gelangen ihm 37 Double Hits, zehn Triple Hits, sowie 22 Home Runs.

### All-Star-Saisons
1941 wurde Doerr erstmals zum All-Star und kam im MLB All-Star Game als Auswahlspieler der American League gegen die All-Star-Auswahl der National League zum Einsatz. Das Spiel am 8. Juli 1941 im Briggs Stadium endete in einem 7:5-Sieg der American-League-All-Stars. In weiterer Folge wurde er weitere acht Mal in MLB All-Star Game (1942, 1943, 1944, 1946, 1947, 1948, 1950 und 1951); von seinen neun All-Star-Spielen gewannen die AL-All-Stars sechs Partien. Nachdem seine Einsätze 1941 etwas zurückgegangen waren, steigerten sich seine Ligaeinsätze in den darauffolgenden Spielzeiten wieder, wobei er im Spieljahr 1943 sein Karrierehoch erreichte und in allen Meisterschaftsspielen zum Einsatz. Damit war er in dieser Saison der einzige Spieler seines Teams, dem dies gelang, sowie einer von fünf Spielern innerhalb der American League, denen dies gelang. Nur ein Jahr später führte er die Ligastatistik der MLB in Sachen Slugging Percentage an. Hierbei kam er auf einen Prozentsatz von 52,8 % und hatte dabei gleich viel wie der Zweitplatzierte, sein Teamkollege Bob Johnson, der bei den Red Sox seine Karriere ausklingen ließ. Sein Schlagdurchschnitt von 32,5 % reichte ligaweit für den zweiten Platz hinter Lou Boudreau von den Cleveland Indians, der es auf einen Batting Average von 32,7 % brachte. In weiterer Folge wurde Doerr in diesem Jahr mit dem The Sporting News Most Valuable Player Award, der von 1929 bis 1945 alljährlich von Sporting News an den jeweils besten Spieler der American League und der National League vergeben wurde, ausgezeichnet. Außerdem stand er in diesem Jahr im The Sporting News Major League All-Star Team. Bei der Wahl zum MLB Most Valuable Player rangierte er in diesem Jahr auf Platz 7 der AL. Eine weitere bemerkenswerte Leistung erreichte er am 17. Mai 1944, als er bei einer 8:12-Niederlage gegen die St. Louis Browns einen Single-, einen Double- und einen Triple-Hit, sowie einen Home Run erzielte. Ein sogenanntes Hitting for the cycle, was allgemein schon als sehr selten angesehen wird, gelang ihm fast exakt drei Jahre später ein weiteres Mal.
Aufgrund des Zweiten Weltkrieges fiel der Spielbetrieb ohnehin aus und Doerr absolvierte seinen Militärdienst bei der United States Army, wo er im Camp Roberts in Zentralkalifornien stationiert war. Nach dieser Unterbrechung kehrte er 1946 wieder zu den Boston Red Sox zurück und gewann mit ihnen auf Anhieb den Titel in der American League, was der Mannschaft zuletzt in Doerrs Geburtsjahr gelang. In der nachfolgenden World Series kam er auf einen Schlagdurchschnitt von 40,9 %, was jedoch nicht ausreichte, um die St. Louis Cardinals zu schlagen. Am Ende unterlagen die Red Sox in dieser Best-of-Seven-Serie knapp mit 3:4; Doerr wurde dabei in sechs der sieben Partien eingesetzt. Bei der Wahl zum MVP der AL rangierte der Second Baseman in diesem Jahr mit 158 Stimmen und 47 % der Stimmen auf dem dritten Platz hinter Hal Newhouser mit 197 Stimmen und 59 %, sowie dem AL-MVP, seinem Teamkollegen Ted Williams, mit 224 Stimmen und 67 %. Nach 1944 wurde er in diesem Jahr ein weiteres Mal ins The Sporting News Major League All-Star Team gewählt. In der nachfolgenden Spielzeit 1947 sank Doerrs Batting Average auf gerade einmal 25,8 % bei insgesamt 146 Einsätzen, was, ausgenommen des Jahres 1937, in dem er noch kein Stammspieler war, die niedrigste Saisonleistung im Laufe seiner gesamten Karriere war. Dennoch kam er in diesem Jahr auf 25 sogenannte Grounded into Double Plays (GiDP), was der höchste Wert in seiner bisherigen Laufbahn war und kam weiters auf 95 RBIs. Am 13. Mai 1947 gelang ihm bei einem 19:6-Erfolg über die Chicago White Sox zum zweiten und letzten Mal in seiner Karriere ein Hitting for the cycle.
1948 steigerte sich Doerrs Schlagdurchschnitt wieder auf 28,5 % und er verzeichnete 27 Home Runs, sowie 111 RBIs. Dies war zugleich auch die höchste Anzahl an Home Runs in einer Saison in seiner bisherigen Karriere; zwei Jahre später sollte er abermals auf 27 Home Runs in einem Spieljahr kommen. Darüber hinaus stellte er in diesem Jahr einen neuen American-League-Rekord auf und kam auf 414 Total Chances (TC) in Folge über den Verlauf von 73 Spielen ohne einen Error. Des Weiteren kam der Second Baseman in diesem Jahr auf einen Fielding Percentage von 99,3 %; ein Rekord, der erst rund sechzig Jahre später gebrochen werden sollte. Im Jahre 1949 konnte Doerr seine Leistung nochmals steigern und brachte es auf 167 Hits, 30 Double Hits, neun Trible Hits, sowie 18 Home Runs. Darüber hinaus kam er auf 109 RBIs und 31 GiDPs, die für ihn ein Karrierehoch bedeuteten. In dieser Statistik führte er, wie bereits 1947, als er auf 25 GiDPs kam, die American League mit deutlichem Vorsprung an. Nach sieben All-Star-Spielen in Folge wurde er 1949 erstmals nicht in das MLB All-Star Game geholt.
Die nachfolgende Spielzeit 1950 begann für Doerr mit einem Leistungseinbruch; bis zum 2. Juni dieses Jahres kam er auf einen Batting Average von lediglich 23,2 % (im Vergleich dazu hatte er zum Jahresende 1949 einen um 7,7 % höheren Schlagdurchschnitt) Gegen Ende des Spieljahres pendelte sich sein Batting Average wieder ein und er brachte es am Ende auf einen Schnitt von 29,4 %. Im Allgemeinen kann dieses Jahr als für Doerr persönlich sehr erfolgreich gewertet werden. So kam er auf 172 Hits (den zweitbesten Wert seiner Karriere), 29 Double Hits, elf Triple Hits, sowie 27 Home Runs. Seine elf Triple Hits waren zugleich der beste Wert der gesamten American League dieses Spieljahres und außerdem das beste Saisonendergebnis seiner Spielerkarriere. Nur Dom DiMaggio und Hoot Evers brachten es im Jahre 1950 auf ebenso viele Triple Hits. Auch bei den Runs (103) und den RBIs (120) konnte er die höchsten Saisonwerte seiner Karriere verzeichnen. Hervorzuheben ist auch Doerrs Leistung am 8. Juni dieses Jahres bei einem klaren 29:4-Sieg über die St. Louis Browns, als ihm gleich drei Home Runs gelangen. Aufgrund seiner erbrachten Leistung schaffte er es 1950 auch wieder ins All-Star-Team.
Nachdem er bereits seit zwei Jahren an einer Rückenverletzung laborierte, gab er im Spieljahr 1951 sein Karriereende als Baseballspieler bekannt und absolvierte am 7. September 1951 im Alter von 33 Jahren sein letztes Spiel am Diamond. Dabei kam er in diesem Jahr noch auf eine Bilanz von 106 Meisterschaftseinsätzen und wurde ein neuntes und letztes Mal als All-Star ins prestigeträchtige All-Star Game.

### Statistik-Zusammenfassung nach dem Karriereende
Bobby Doerr beendete seine aktive Laufbahn als Spieler mit 8.028 Plate appearances (PA), 1.094 Runs, 89 Triples, 809 Walks, 1.349 Singles, 1.184 Runs created (RC), 693 Extra-base hits (EBH), 2.862 Times on bases (TOB), 115 Sacrifice hits und den besagten neun Wahlen ins All-Star Game. In seinem Heimstadion, dem Fenway Park, kam er auf einen Batting Average von 31,5 % und 145 Home Runs im Vergleich zu einem Batting Average von 26,1 % und 78 Home Roads in fremden Stadien. In drei seiner 14 Jahre in der Major League kam er auf einen Schlagdurchschnitt von mindestens 30 % und schaffte in sechs Saisons über 100 RBIs. Über seine gesamte Karriere hinweg kam er ausschließlich auf der Second Base zum Einsatz und hatte nie eine andere Position inne.
Noch heute wird Doerr als einer besten und defensivsten Second Basemen seiner Zeit angesehen. So führte er die American League in fünf Jahren in der Double-Play-Wertung an, womit er mit einem anderen Spieler gleichzog. Des Weiteren führte er die Liga vier Jahre lang in der Putout- und ebenso vier Jahre in der Fielding-Percentage-Statistik an und war drei Jahre lang Ligaführender bei den Assists. Weiters hielt Doerr bis 1963 den Major-League-Rekord für Double Plays auf der Second Base in einer Karriere (1.507). Außerdem stellte der Second Baseman zahlreiche Vereinsrekorde für die Bosten Red Sox auf; so war er unter anderem mit 1.865 Meisterschaftseinsätzen Rekordspieler und hatte weitere Rekorde in den Bereichen At bats (AB; 7.093), Hits (2.042), Doubles (381) und RBIs (1.247). Alle seiner Offensivrekorde bei den Red Sox wurden in weiterer Folge von Ted Williams, der Doerr als The silent captain of the Red Sox bezeichnete, gebrochen. Doerrs 223 Home Runs waren der drittbeste Wert eines Second Baseman in der Major League.

### Zeit als Scout, Base Coach und Hitting Coach in der MLB
Nach seiner Spielerkarriere arbeitete Doerr anfangs einige Jahre lang als Viehzüchter in Oregon, ehe er sich wieder dem Baseballsport zuwandte. Dabei arbeitete er von 1957 bis 1965 als Scout für die Boston Red Sox und fungierte nebenbei in den letzten sechs Jahren bis 1965 auch als Hitting Instructor in den Minor-League-Mannschaften der Red Sox. Im Jahre 1967 wurde er unter dem neuen Manager Dick Williams als Base Coach der Red Sox in der Major League engagiert. In diesem Jahr gewannen die Red Sox den ersten Titel (pennant) seit über 20 Jahren und nahmen an der World Series 1967 teil. In der zwischen 4. und 12. Oktober stattfindenden Best-of-Seven-Serie unterlagen die Red Sox, wie schon vor 21 Jahren, mit 3:4 gegen die St. Louis Cardinals. Als Dick Williams am 22. September 1969 neun Tage vor Saisonende von GM Dick O’Connell und dem Eigentümer der Red Sox, Tom Yawkey, entlassen wurde, war dies auch das Ende von Doerrs langjähriger Zusammenarbeit mit dem Team. In den letzten Jahren trat er dabei als First Base Coach sowie als Hitting Coach in Erscheinung. Trainerkollegen bei den Red Sox waren in dieser Zeit Al Lakeman, Sal Maglie, Eddie Popowski, Darrell Johnson und George Thomas. Nach einigen Jahren ohne Engagement in der Major League wurde Doerr im Jahre 1977 als Hitting Coach des eben erst gegründeten MLB-Franchises Toronto Blue Jays engagiert, wo er in den ersten Jahren unter Manager Roy Hartsfield, der früher ebenfalls ein Second Baseman war, zum Einsatz kam. Dem Trainerteam gehörten in der Anfangszeit Don Leppert, Bob Miller, Jackie Moore und Harry Warner an. Nachdem Hartsfield nach dem Ende des Spieljahres 1979 entlassen wurde und zu Beginn der Saison 1980 Bobby Mattick als neuer Manager vorgestellt wurde, wurde das Trainerteam bis auf Bobby Doerr komplett ausgetauscht. Doch auch das Engagement von Mattick bei den Blue Jays hielt nicht lange und nach zwei Spieljahren in der Major League musste auch er das Team verlassen. In den zwei Jahren seines Wirkens bestand das Trainerteam neben Doerr aus John Felske, Denis Menke, Al Widmar und Jimy Williams.

### Ehrungen nach dem Karriereende
Als Bobby Doerr im Jahre 1986 vom Veterans Committee in die Baseball Hall of Fame aufgenommen wurde, war er die erste Person mit einer Vergangenheit bei den Toronto Blue Jays, der eine solche Ehre zuteilwurde. Eine bis 2015 bestehende Aufnahmeregel der Baseball Hall of Fame besagte, dass eine Person maximal 15 Jahre lang ein Kandidat für eine Aufnahme in die Hall of Fame sein kann. Im Falle Doerrs wurden diese 15 Jahre nahezu ausgenutzt. Bereits 1953, zwei Jahre nach dem offiziellen Karriereende, wurde er durch eine Wahl bei der Baseball Writers’ Association of America (BBWAA) nominiert, erreichte jedoch nur 0,8 %. 75 % der Stimmen werden allerdings für eine Aufnahme in die Ruhmeshalle benötigt. In den Jahren 1956, 1958, 1960, 1962, 1964, 1966, 1967, 1968, 1969, 1970 und 1971 war er ebenfalls als Kandidat für die Aufnahme in die Hall of Fame gelistet. Erst ab Mitte der 1960er Jahre war ein deutlicher Prozentanstieg der Stimmen zu vermerken. Im Jahre 1970 konnte er mit 25 % der Stimmen den höchsten Wert verzeichnen; an einer Aufnahme scheiterte es aber noch immer aufgrund der weiteren fehlenden 50 %. In zwei Jahren (1964 und 1967) nahm Doerr auch an einer nachsichziehenden Stichwahl teil, wo er ebenfalls nur wenige Stimmen erhielt. Erst im Jahre 1986 schaffte er es schließlich mit der Hilfe des Veterans Committee die Aufnahme in die prestigeträchtige Baseball Hall of Fame.
Wahlgänge der Baseball Hall of Fame
- 1953: BBWAA (00,8 %)
- 1956: BBWAA (02,6 %)
- 1958: BBWAA (09,4 %)
- 1960: BBWAA (05,6 %)
- 1962: BBWAA (06,2 %)
- 1964: BBWAA (11,9 %)
  - 1964: Stichwahl (Run Off) (2,5 %)
- 1966: BBWAA (09,9 %)
- 1967: BBWAA (12,0 %)
  - 1967: Stichwahl (Run Off) (4,9 %)
- 1968: BBWAA (17,0 %)
- 1969: BBWAA (18,2 %)
- 1970: BBWAA (25,0 %)
- 1971: BBWAA (21,7 %)
- 1986: Veterans Committee (Aufnahme)

Zwei Jahre nach seiner Aufnahme in die Hall of Fame beschlossen die Red Sox am 21. Mai 1988 zu Ehren Doerrs seine Trikotnummer 1 zu sperren und nie wieder zu vergeben.
Nach seiner Aufnahme in die Hall of Fame in Cooperstown im US-Bundesstaat New York kam Doerr bis 2008 alljährlich zu den Aufnahmezeremonien. Danach hörten diese Besuche aus Altersgründen auf. Noch am 29. Juli 2007 ehrte ihn die Baseball Hall of Fame im Anschluss der Aufnahme von Cal Ripken Jr. und Tony Gwynn ein weiteres Mal. Seine Aufnahme in die Hall of Fame und die Sperrung seiner Trikotnummer bei den Red Sox reflektierend betrachtet, meinte Doerr, dass das einzige, das sein Leben perfekt gemacht hätte, eine Teilnahme an einer Baseball-Weltmeisterschaft gewesen wäre. Am 2. August 2007 organisierten die Red Sox einen Bobby Doerr Day im Fenway Park. Dabei wurde Doerr in einem Fahrzeug den Warning Track entlang gefahren, ehe er im Anschluss den zeremoniellen ersten Pitch machte und eine Rede hielt.

## Familie und Privates
Ab den späten 1930er Jahren und über einen Großteil seiner Spielerkarriere hinweg lebte Doerr in Oregon, wo er in Gegend um Agness wohnte. Erst in den 1950er Jahren siedelte er ins rund 200 Meilen nördlich gelegene Junction City, wo er bis zu seinem Tod im Jahre 2017 lebte. Ab Oktober 1938 war er mit Monica (geborene Terpin) verheiratet. Im Jahr 2003 starb seine Ehefrau, die bereits seit den 1940ern mit Multipler Sklerose lebte, und hinterließ neben ihrem Mann auch einen gemeinsamen Sohn.
Am 11. August 2011 erlitt Doerr einen leichten Schlaganfall, von dem er sich allerdings weitgehend wieder erholte. Am 20. April 2012 besuchte er anlässlich des 100-jährigen Jubiläums des Fenway Parks unter anderem an der Seite seines ehemaligen Teamkollegen Johnny Pesky das an diesem Tag stattfindende Jubiläumsspiel.
Nach dem Tod von Lee MacPhail am 8. November 2012 war Doerr das älteste lebende Mitglied der Baseball Hall of Fame. Nach dem Tod von Lou Lucier am 18. Oktober 2014 war er zudem der älteste lebende Spieler der Boston Red Sox. Von 4. November 2016, nach dem Tod von Eddie Carnett, bis zu seinem eigenen Tod am 13. November 2017 war Doerr der älteste lebende Major-League-Spieler. Darüber hinaus war er die letzte lebende Person, die in den 1930ern in der Major League gespielt hat, sowie der älteste von nur noch drei lebenden Menschen, die ihr MLB-Debüt vor der Involviertheit der Vereinigten Staaten in den Zweiten Weltkrieg gegeben haben. Die anderen beiden sind Chuck Stevens und Fred Caligiuri. Weiters war Doerr der letzte lebende Major-League-Spieler, der gegen Lou Gehrig gespielt hat.
Am 13. November 2017 starb Doerr 99-jährig in seiner Heimatstadt Junction City, woraufhin Chuck Stevens zum ältesten lebenden Spieler der Major League Baseball wurde.